# Durgan A. Nallar
Durgan A. Nallar (n. Salta, Argentina, 19 de julio de 1967, más conocido con el acrónimo Dan, es un escritor, diseñador de juegos autodidacta, investigador y divulgador del desarrollo y consumo de videojuegos. Fue el jefe de redacción de Xtreme PC, una revista de culto del mundo de los juegos en Argentina. En la actualidad, es director general de IRROMPIBLES, una comunidad de entusiastas de los juegos de video creada en 2003, representada por un sitio de noticias y una revista impresa. Desde fines de 2014 es el principal diseñador de juegos de Nuts Media, una empresa de producción de contenidos transmedia. Es el diseñador del sistema gamificado de Latincampus y desde 2015 forma parte del Comité Directivo de Videogames and Gamification Engineering (VGGE), una sociedad de CIS.GTC IEEE Computational Intelligence Society, Games Technical Committee perteneciente al IEEE.

## Actividad editorial
En agosto de 1992 publicaría Los perros en el número 35 de Axxón, la primera revista editada en soporte informático en habla hispana. Se trata de un relato corto del género fantástico cuyo tema central es la vejez en la vida urbana. Seguirán Querida Mahoney (Axxón 42, 1993), El corazón del bosque (Axxón 50, 1993), y Clásico de amor (Axxón 91, 1997). En 1998 comenzaría a colaborar activamente como redactor externo en Grupo 4 Editorial (más tarde Editorial PowerPlay), hogar de la revista argentina Xtreme PC (1997-2003), una publicación impresa especializada en videojuegos de computadora. Más tarde, ya como jefe de redacción, contribuyó a crear Next Level, especializada en videojuegos para consolas. Durante su actividad laboral daría a las publicaciones de la editorial una identidad narrativa única y crearía un personaje aficionado a los videojuegos pero gran perdedor, Charlie, que llegó a ser tan querido como odiado por los lectores. En 2001, se alejaría de la editorial debido a una crisis interna. La revista Xtreme PC continuaría varios números hasta ser reemplazada por Loaded (2001-2014), una publicación similar.
Desde 2001 a 2006, junto a dos colegas de la antigua editorial, realizó la revista Master Player para el Corporativo Mina de México, pero produciendo el contenido desde Buenos Aires. Seguirán otras publicaciones como Otaku, una revista de anime, y Cartas de Combate, focalizada en cartas coleccionables como Magic: El Encuentro, Pokémon TCG, Yu-Gi-Oh! y Mitos y Leyendas, entre otros.
En paralelo, fue editor del área web de videojuegos de MTV Latinoamérica hasta 2011.
En 2007, lanzaría la primera etapa de la revista [IRROMPIBLES] junto a Sebastián Di Nardo, Pablo Salaberri y Rodrigo Peláez. Serían ocho números hasta mediados de 2008, cuando debió ser interrumpida la producción debido a problemas financieros originados en la crisis económica argentina. En 2011, tras la salida del grupo de Rodrigo Peláez y la incorporación de nuevos socios, la revista volvería a aparecer en formato bimestral impreso y electrónico con una tirada que llegaba a las principales capitales argentinas. Esta vez, duraría 25 números hasta su última edición impresa, en mayo de 2015.
Luego de la publicación de un número especial unos meses después, la revista retoma su numeración en mayo de 2016, publicando el número 26 con una nota de tapa dedicada a Uncharted 4. El número 27, con nota de tapa dedicada a Pokémon GO, aún está pendiente de publicación por retrasos editoriales.

## Libros publicados y en producción
En 2014 anunció la publicación independiente del libro Diseño de juegos en América latina en la primavera de 2015. La obra fue dividida en tres tomos. El primer tomo, Diseño de juegos en América latina I: Estructura lúdica, fue publicado en septiembre de 2015. El segundo tomo, Diseño de juegos en América latina II: Diseño y narrativa transmedia, fue publicado en marzo de 2016. El tercer tomo, Diseño de juegos en América latina III: Memoria del juego, producido junto a Cecilia Barat como coautora, fue publicado en mayo de 2017. Los libros sólo se consiguen en la página del autor y en Amazon.

### Definición de juego
El juego es una acción u ocupación libre, que se desarrolla dentro de unos límites temporales y espaciales determinados, según reglas absolutamente obligatorias, aunque libremente aceptadas, acción que tiene fin en sí misma y va acompañada de un sentimiento de tensión y alegría y de la conciencia de ser de otro modo que en la vida corriente. (Johan Huizinga, Homo Ludens, 1938).

### Definición de videojuego
Un videojuego es un sistema informático en el que intervienen múltiples tecnologías y disciplinas artísticas para crear un espacio de ficción con desafíos y objetivos, donde una o más personas se divierten e interactúan para expresarse, socializar y aprender. Estructura lúdica, 2015.

### Definición de gameplay o jugabilidad
Gameplay o Jugabilidad es el resultado de la actividad lúdica producida por un conjunto de desafíos delimitado por reglas y objetivos. Estructura lúdica, 2015.

## Estructura lúdica
De acuerdo con el libro Diseño de juegos en América latina I: Estructura lúdica, un juego es en esencia un mecanismo motivacional cuyos objetivos fundamentales son el aprendizaje, la socialización y la expresión; de manera que resultan imprescindibles para la evolución humana. Si un juego presenta tales características, se considera divertido. Un juego correctamente diseñado debe contar con todos los elementos de la estructura lúdica, aunque haya sólo algunos de cada uno de ellos: una meta de diseño, satisfacción de deseos y necesidades primarias, un sistema de progresión, desafíos acordes a la habilidad corriente del jugador (curva de dificultad), objetivos de corto, mediano y largo plazo, y un sistema de recompensas interdependientes. La estructura lúdica se completa con la incorporación opcional de una historia o ficción. El propósito de la estructura lúdica consiste en la fidelización y retención de los jugadores. Si un juego no emociona, no produce interés.
Los elementos motivacionales presentes en una estructura lúdica se sostienen sobre la teoría expuesta por el Conductismo. Así, esta sirve para juegos analógicos y electrónicos, tanto como para cualquier actividad relacionada al ejercicio lúdico, como la Gamificación.

## Narrativa transmedia
El componente que completa el sistema de retención del jugador en un juego, es la historia o ficción que este desarrolla. Es un componente opcional aunque presente en la mayoría de los juegos. La narrativa transmedia, formulada inicialmente por el profesor Henry Jenkins y otros investigadores como Carlos Alberto Scolari y Robert Pratten, es la forma de contar una ficción en la nueva ecología de medios. La historia se despliega a través de múltiples formatos o medios, llamados ventanas o nodos, mediante una constelación de ficciones unidas por huecos estratégicos, pistas migratorias y conectores emocionales. 
Las historias que componen una narrativa transmedia pueden ser consumidas en cualquiera orden y cantidad. Cuanto más contenidos se consumen, mayor es el entendimiento acerca del universo narrativo, fenómeno que se conoce como convergencia. El consumidor moderno desea expandir el universo narrativo mediante su intervención a través de las redes sociales o como se lo permita el producto transmedia.
Ejemplos de narrativa transmedia pueden ser Star Wars, Matrix o Perdidos. Videojuegos transmedia son Overwatch, Quantum Break y Final Fantasy XV. 

## Controversia
Excepto Matar al dragón, juego de rol (2014), Las naves de arena, puzle (2013), El demonio del Qhapac Ñan, librojuego (2014) y Rodeado de micos, videojuego (2015), no se le conoce ningún otro juego.

## Actividad docente
Desde 2004 a 2013 ejerció como instructor de Game Art y Game Design en el instituto Image Campus en Buenos Aires, donde diseñó el Programa Profesional de Game Design valiéndose de sus investigaciones y su experiencia como diseñador, crítico y periodista de videojuegos. Dictó numerosos seminarios, clínicas y conferencias. Desde 2014 ejerce como profesor del Seminario de Videojuegos de tercer y cuarto años de la carrera de Tecnología Multimedial de la Universidad Maimónides. Ese mismo año, funda la Escuela de Game Design América latina, dictando un curso ludificado en el Palacio Barolo y varios cursos de diseño de juegos y narrativa transmedia a distancia. Desde 2015, es coordinador y docente del curso de formación profesional de Game Design de la Escuela de Arte Multimedial Da Vinci. y exprofesor de Desarrollo de Videojuegos en la carrera de Arte y Diseño Digital de la Universidad del Salvador.

### Conferencias y talleres
- Presentación del paper #208: Diseño de juegos, una propuesta metodológica en IEEE ARGENCON 2016 en la Universidad Tecnológica Nacional sede regional Buenos Aires.

- Transmedia y videojuegos. Junto a Nuts Media. VS 2014 es un mercado de Cine Latinoamericano creado en noviembre de 2009 por el INCAA y el Marché du Film / Festival de Cannes con el apoyo de Europa Creativa. Universidad Católica Argentina. Ventana Sur, 2014.

- Videojuegos, el futuro de la industria del entretenimiento. Conferencia en el marco del evento conjunto entre el Instituto Tecnológico de Buenos Aires en su 55° aniversario y la Audio Engineering Society (aes.org). ITBA, 2014.

- La industria de los videojuegos y el proyecto transmedia. artMEDIA: Ciclo de conferencias de Universidad Maimónides, Centro Cultural San Martín.[21][22]

- LIQUEA: Transmedia y videojuegos. El estado de la industria de videojuegos en el mundo y en Argentina. Desarrolladores independientes y las tendencias en mobile, tabletas y PC. Transmedia Design. Tecnópolis, 2014.

- Seminario de Producción Transmedia. Organizado por la Universidad Nacional de Tres de Febrero en su sede del Centro Cultural Borges en las Galerías Pacífico junto a Nuts Media. Productores audiovisuales y su relación con la narrativa transmedia. Estructura lúdica. El videojuego como una de las ventanas principales. UNTREF MEDIA, 2014.[23]

- Videojuegos y el desafío transmedia. EXPOTOONS: El mayor festival de animación de América Latina. Los videojuegos capturan la atención de las producciones audiovisuales, en especial por los nuevos conceptos de narrativa transmediática. Mendoza - Buenos Aires, 2013-2014.[24]

- Cuatro clases esenciales de Game Design. Teoría y práctica. Tendencias. Gamification. Prensa y difusión. Universidad Tecnológica Nacional, IEEE Rama Estudiantil, 2013.

- Los videojuegos como fuente laboral. PAF 2013: Segundo Encuentro de Publicidad, Diseño y Marketing. Advergaming. Resistencia, Chaco, 2013.

- El arte de crear videojuegos y vivir de ello. gameTALK: Primer ciclo de conferencias sobre videojuegos e industria de la Universidad de Palermo, 2011, Buenos Aires.[25]

- Game Design: target, industria, tendencias. FIEDBA: Foro de Instituciones Educativas de Diseño de la Ciudad de Buenos Aires.

- Gamification como una de las tecnologías más importantes del siglo junto a Social Media. NH/T Seminario Internacional de narrativas hiper/textuales, Centro Cultural Recoleta.

- Los videojuegos como una de las formas de publicidad más eficientes: el advergaming. FePI: Festival de Publicidad Independiente. Auditorio Angel Bustelo, Mendoza.[26]

- Gamification: aplicando dinámicas de desarrollo de videojuegos en los negocios. artMEDIA: Ciclo de conferencias de Universidad Maimónides, Centro Cultural Recoleta.

- Vivir de los videojuegos. Tecnofields: Mega evento de tecnología, gaming, modding, tendencias, overclocking, multimedia y más. Ciudad de Buenos Aires.

- Influencia de la cultura japonesa en el diseño de videojuegos. Gamer Kai: Ciclo de juegos y cultura del Japón. Fundación Cultural Argentino Japonesa, Jardín Japonés.

## Publicaciones

### Cuentos y relatos
Publicados en la revista electrónica Axxón: Ciencia ficción en bits.
- Los perros (1992), Axxón 35[28]
- Querida Mahoney (1993), Axxón 42[29]
- El corazón del bosque (1993), Axxón 50[30]
- Clásico de amor (1997), Axxón 91[31]

### Revistas
- Xtreme PC (Argentina, 1998-2001)
- Next Level (Argentina, 1999-2001)
- Master Player (México, 2001-2007)
- Cartas de Combate (México, 2003-2007)
- Otaku (México, 2003-2007)
- GAMER+ (Argentina, 2003)
- Tezuka (Argentina, 2009)
- Tiempo-X (Argentina, 2009)
- Gamer Word (App Store, 2010)
- [IRROMPIBLES] (Argentina, 2007-2008, 2011-2015, 2016)

### Libros
- Los perros y otros asuntos del fin del mundo (2013)[32]
- Diseño de juegos en América latina: teoría y práctica I: Estructura lúdica, libro (2015)[33]
- Diseño de juegos en América latina: teoría y práctica II: Diseño transmedia, libro (2016)[34]
- Diseño de juegos en América latina: III: Memoria del juego, libro (anunciado 2016)[35]

### Otros
- La trastienda del Cielo, blog (2004)[36]
- El Mikonomicon, libro (2010)[37]
- Las naves de arena, puzle (2013)[13]
- Matar al dragón, juego de rol (2014)[12]
- El demonio del Qhapac Ñan, librojuego (2014)[38]
- Rodeado de micos, videojuego (2015)[39]

## Publicaciones donde aparece
- Entrevista a Durgan A. Nallar, autor independiente, El blog de Alejandro Soifer[40]
- El juego que ganan los más emprendedores, Página/12[41]
- Durgan Nallar nos enseña a sacar provecho de la fiebre Pokémon Go, IT Sitio Gaming[42]
- Durgan Nallar habla de entretenimiento transmedia: el futuro ya llegó, IT Sitio Gaming[43]
- Internet cambió nuestra manera de pensar y de entretenernos, Página/12[44]
- Que la fuerza te acompañe, Alejandro Soifer (2012)[45]
- Los ganadores del Reto BlackBerry ya completaron su capacitación en Gameloft, Gameloft LATAM Blog[46]
- Gamificación, cuando todo puede volverse un juego, Sinapsit.com / Information Technology[47]
- Cuando sea grande quiero hacer jueguitos, La Nación[48]
- La máquina de hacer películas, La Nación[49]
- El clan de los jugadores en red, La Nación[50]
- La remasterización llega también a los videojuegos, La Nación[51]
- Charlie, historia de un sobreviviente, Ing. Fernando Coun (2015)[52]
- Entrevista a Durgan A. Nallar, Globex Studio[53]
- Durgan Nallar: Libro "Diseño de Juegos en América Latina" y último número de Irrompibles, FAN #105[54]
- Actualidad gamer desde la perspectiva argentina, Más consolas[55]